# Leinpfad unterhalb des Isenbergs

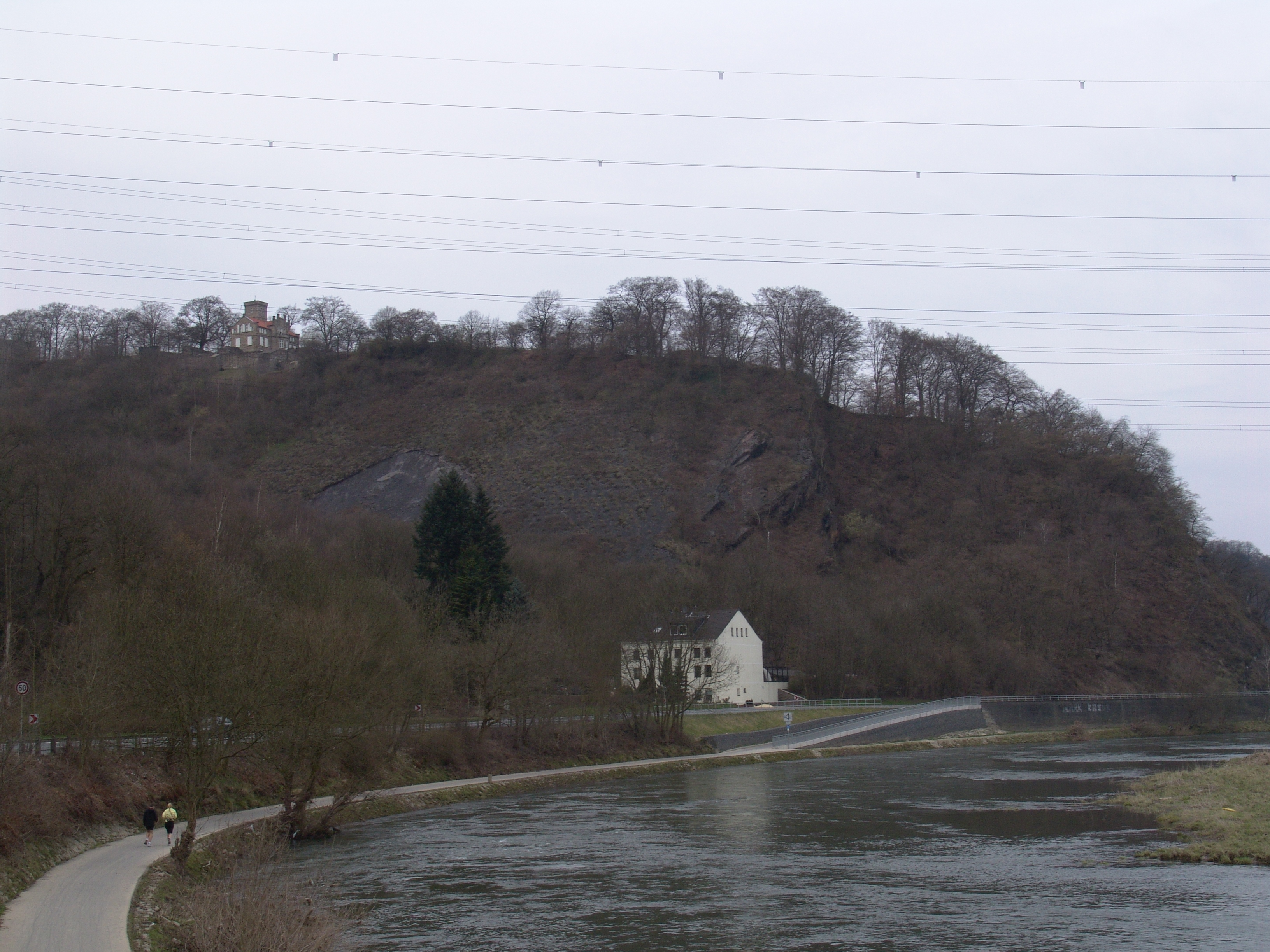
Beginn des alten Leinpfads mit Umleitung für Radfahrer. Auf dem Isenberg die Ruine Isenburg mit Haus Custodis

Der Leinpfad unterhalb des Isenbergs ist ein Teilabschnitt des Leinpfads am linken Ufer der Ruhr in der Hattingener Ruhrschleife unterhalb der Isenburg, der als Denkmal in seiner Ursprungsform erhalten ist.
Die Ruhrschifffahrt begann um 1780. Entlang des Flusses wurde zwischen der Ruhrmündung in Duisburg und Witten zu beiden Seiten des Flusses ein Leinpfad angelegt, auf dem Kaltblutpferde die zumeist mit Steinkohle beladenen Ruhraaken zogen. Auch lange nach Aufgabe der Ruhrschifffahrt blieben lange Abschnitte des Leinpfads erhalten, die bis 1980 offiziell nicht betreten werden durften. Als der touristische Wert der Leinpfade erkannt wurde, wurden lange Streckenabschnitte zu Rad- und Fußwegen ausgebaut, die heute von vielen Spaziergängern, Radfahrern, Läufern und Skatern benutzt werden. Dazu wurde der Belag des ursprünglich gepflasterten Leinpfades diesen Bedürfnissen angepasst und mit Asphalt belegt.
Unterhalb der Isenbergs, auf dem die geschichtsträchtige Ruine Isenburg liegt, wurde ein mehrere hundert Meter langes Teilstück nicht ausgebaut, sondern im Originalzustand belassen. Dieses Teilstück kann von Fußgänger ebenfalls begangen werden, für Radfahrer besteht eine Umleitung auf der parallel laufenden Landesstraße 295. An diesem Teilstück gab es eine wichtige Furt über die Ruhr, die schon im Mittelalter von einer Altstraße, dem Hilinciweg, genutzt wurde.